# Pietro Cantoni
Pietro Cantoni (Sale, 29 novembre 1818 – Sale, 30 giugno 1883) è stato un politico e avvocato italiano, che fu Deputato al Parlamento del Regno d'Italia per la XII, XIII, XIV e XV Legislatura.

## Biografia
Laureatosi in giurisprudenza, avvocato di professione, fu giovanissimo sindaco di Sale, reggendo con saggezza ed equilibrio l'amministrazione di vari enti. Venne eletto Deputato al Parlamento per ben quattro legislature del Regno d'Italia nel Collegio elettorale di Valenza. La prima elezione venne annullata il 30 marzo 1875, ma fu poi rieletto nel marzo dell'anno successivo ed entrò nel regolare esercizio del suo mandato dopo un'inchiesta parlamentare. Fu deputato per il collegio di Valenza anche nella XIII (1876) e XIV legislatura (1880), e in quello di Alessandria, dove era stato incorporato quello di Valenza, per la XV legislatura. Appartenne sempre alla sinistra parlamentare.

### Fonti
1. 1 2 3 4 5 6  Sarti 1896, p. 218.